# Boissay

Boissay este o comună în departamentul Seine-Maritime, Franța. În 1 ianuarie 2022 avea o populație de 426 de locuitori.